# Opeth
Opeth est un groupe de rock/metal progressif suédois, originaire de Stockholm. Fondé en 1990, le style d'Opeth, basé en grande partie sur la présence continue du chanteur et guitariste Mikael Åkerfeldt, est bien ancré dans la tradition heavy metal. Le groupe est également sous-classé dans le death metal et le rock progressif (ou une combinaison de ces genres) selon l'album et parfois la chanson à laquelle le critique se réfère. D'une part, Opeth emprunte aux styles les plus brutaux à travers des chants gutturaux et des séquences instrumentales très agressives tandis que de l'autre, il se distingue par des séquences progressives mélodiques, très souvent douces et envoûtantes. Cette apparente dichotomie est présente dans tous les albums du groupe bien qu'à des degrés différents, ce qui rend sa classification dans un style musical d'autant plus complexe.
Au cours de sa longue carrière, Opeth fidélise et renforce sa base de fans, jusqu'à devenir un des groupes les plus connus du genre metal au cours des années 2000. L'album Damnation a su percer le classement Billboard 200 en entrant à la 192e position lors de son lancement en 2003. L'exploit est amélioré en septembre 2005 alors que Ghost Reveries passe deux semaines au classement aux positions 64 et 175 respectivement.
Au cours de sa carrière, Opeth recense treize albums studio, quatre albums live, un coffret et quatre DVD musicaux. Le premier album du groupe, Orchid, est présenté en 1995. Le dernier album en date d'Opeth, The Last Will and Testament, est sorti en 2024.

## Biographie

### Formation (1990–1993)
Opeth est fondé en 1990 par le chanteur David Isberg à Stockholm, Suède. Le nom du groupe vient de l'empire fictif Opet (« la ville de la lune ») dans le roman Sunbird de Wilbur Smith. Pour compléter la formation, Åkerfeldt et Isberg recrutent le batteur Anders Nordin, le bassiste Nick Döring et le guitariste Andreas Dimeo. Döring et Dimeo quittent le groupe après le premier concert parce qu'ils trouvaient que la progression du groupe était très monotone. Un peu après, Opeth rencontrait le guitariste Kim Pettersson et le bassiste Johan DeFarfalla, qui acceptent de rejoindre le groupe. Pettersson quitte Opeth après le premier concert pour retourner auprès de sa conjointe en Allemagne. Il est remplacé par Peter Lindgren, un ami d'Åkerfeldt. Après un deuxième concert, Lingdren change d'instrument pour la guitare et Isberg quitte le groupe pour Liers in Wait. Åkerfeldt sentait que le départ de Isberg était inévitable pour Opeth puisque Isberg ne semblait plus autant intéressé. Åkerfeldt devenait le nouveau chanteur.
À ses débuts le groupe jouait un mélange de black metal (mélodies folkloriques, riffs aux ambiances noires et épiques, et certaines techniques de roulement de batterie) et de death metal (voix gutturale, riffs très lourds, soin de la production pour les premiers albums édités), mais son style évolue avec les influences très diverses de ses membres, flirtant de plus en plus vers le rock progressif des années 1970, avec des groupes comme Camel ou Pink Floyd et par conséquent, également le jazz.

### Orchid,Morningrise, etMy Arms, Your Hearse(1994–1998)
Sous l'influence d'Ihsahn du groupe Emperor, Opeth signe chez Candlelight records et sort son premier album Orchid en 1995. Le bassiste est alors Johan DeFarfalla et le batteur Anders Nordin. Un an après, en 1996, le groupe publie son deuxième album, Morningrise qui lui amène la reconnaissance dans le milieu du metal. Le groupe jouera en première partie de la tournée de Morbid Angel avec Cradle of Filth.
Après un changement de section rythmique (Martín Méndez à la basse - qui rejoindra le groupe après l'enregistrement de l'album, Åkerfeldt s'étant donc chargé des lignes de basse sur My Arms, Your Hearse - et Martin Lopez (ex-Amon Amarth) à la batterie), Opeth sort son troisième album My Arms, Your Hearse en 1998, chez Music For Nations. Cet album est beaucoup plus violent et lourd, mais n'oublie pas les parties acoustiques qui sont la signature du groupe.

### Still LifeetBlackwater Park(1999–2001)
En 1999, Candlelight Records change de propriétaire, l'ami du groupe Lee Barrett quitte l'entreprise. Opeth signe avec le label britannique Peaceville Records en Europe, distribué par Music for Nations. Opeth passe son temps au Studio Fredman afin de travailler sur son prochain album, mais l'enregistrement est reporté à la suite de la délocalisation du studio. Par manque de temps, le groupe ne répète que deux fois avant d'entrer en studio. Du retard, cette fois sur la pochette, reporte anglais : Still Life jusqu'au 18 octobre 1999. À cause de problèmes de distribution, l'album ne paraît pas avant février 2001 aux États-Unis. Still Life est le premier album enregistré avec Méndez, et également le premier d'Opeth à présenter notamment le logo du groupe. AllMusic décrit Still Life comme un « mélange formidable de riffs de guitare souvent irréguliers et de belles mélodies. » Comme expliqué par Åkerfeldt, Still Life est un album concept : « Le personnage principal est en quelque sort banni de sa ville natale car il n'avait pas la même foi que les autres habitants. »
Après cinq dates en Europe, Opeth revient au Studio Fredman pour son nouvel album, aux côtés de Steven Wilson du groupe Porcupine Tree à la production. Le groupe cherche à recréer l'expérience de l'enregistrement pour Still Life, et revient encore une fois en studio après avoir répété un minimum, et sans paroles écrites. « Cette fois c'était chaud » explique Åkerfeldt « Je me sens agréablement emporté par ce superbe résultat, cependant. Ca en valait la peine. » Wilson pousse également le groupe à développer sa musique, en incorporant de nouvelles sonorités et techniques de production.
Opeth fait paraître son cinquième album studio, Blackwater Park, le 21 février 2001. Allmusic décrit Blackwater Park comme « Incroyable, un travail à couper le souffle » notant que l'album « prouve qu'Opeth sait dépasser les limites imposées par le death/black metal en cassant à plusieurs reprises les fondements de la composition classique. » Pour la promotion de Blackwater Park, Opeth participe à sa première tournée, programmée en Europe pour la première fois, avec notamment une affiche au festival Wacken Open Air en Allemagne, jouant devant 60 000 personnes.

### DeliveranceetDamnation(2002–2004)
Le groupe Opeth revient dans son pays natal pour la promotion de Blackwater Park, et à l'écriture d'un nouvel album. En premier lieu, Åkerfeldt ne parvient pas à créer quelque chose de nouveau : « Je voulais faire quelque chose de plus heavy que ce qu'on a pu faire, mais j'avais encore quelques anciens arrangements musicaux que je voulais utiliser. » Jonas Renkse de Katatonia, un ancien ami d'Åkerfeldt, lui suggère l'écriture de l'album en deux parties — une heavy et une soft.
Convaincu par cette idée, Åkerfeldt accepte sans même consulter le reste du groupe, ni son label. Son groupe prêt à faire un album en deux parties, Åkerfeldt devait encore convaincre le label : « Il fallait quelque part que je mente... en expliquant qu'en le faisant paraître assez vite, ça ne coûtera pas plus cher qu'un album normal. » Avec une majeure partie de l'écriture achevée, le groupe répète une fois avant d'entrer aux Nacksving Studios en 2002, et encore une fois aux côtés du producteur Steven Wilson au Studio Fredman. Sous pression, Åkerfeldt explique que l'enregistrement « était le défi le plus dur de notre carrière. » Le groupe part en Angleterre pour mixer l'album heavy, Deliverance, avec Andy Sneap aux Backstage Studios. Le single homonyme, Deliverance, « a été enregistré en mauvaise qualité », selon Åkerfeldt.
Deliverance est commercialisé le 4 novembre 2002, et atteint la 19e place des US Top Independent Albums, marquant la première apparition du groupe dans ce classement depuis ses débuts. Allmusic décrit l'album « beaucoup plus subtil que ses prédécesseurs. »
Opeth apparaît lors d'un concert à Stockholm, puis revient au Royaume-Uni pour achever les parties vocales pour la deuxième partie des deux albums, Damnation, aux Steven Wilson's No Man's Land Studios. Åkerfeldt pensait que le groupe ne parviendrait pas à achever les deux albums ; Opeth complète Deliverance et Damnation en sept semaines de studio, le temps équivalent à celui de Blackwater Park. Damnation est commercialisé le 14 avril 2003, et représente la première apparition du groupe au Billboard 200 à la 192e place. L'album remporte le Grammy Award suédois en 2003 dans la catégorie de « Meilleure performance de Hard Rock. » Le groupe participe ensuite à sa plus grande tournée, avec 200 concerts en 2003 et 2004. Opeth participe à trois tournées spéciales en Europe. Le groupe enregistre son premier DVD, Lamentations (Live at Shepherd's Bush Empire 2003), au Shepherd's Bush Empire de Londres, Angleterre. Le DVD inclut deux heures de performance, intégrant la version complète de l'album Damnation et Blackwater Park. Lamentations est certifié disque d'or au Canada.
Opeth est programmé pour jouer en Jordanie. Le manager de la tournée d'Opeth vend 6 000 tickets pour le concert, mais avant le départ du groupe pour la Jordanie, le batteur Lopez appelle Åkerfeldt lui expliquant souffrir d'attaques anxieuses et ne pas pouvoir jouer, forçant le groupe à annuler le concert,. Début 2004, Lopez est renvoyé chez lui à cause d'autres troubles anxieux. Opeth décide de ne pas annuler le reste de la tournée, et recrute temporairement le technicien de Lopez.

### Ghost Reveries(2005–2007)

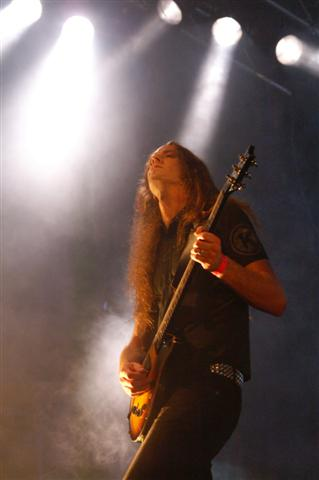
Peter Lindgren quitte Opeth en 2007 après 16 ans dans le groupe.

Opeth revient aux États-Unis en 2004 pour se préparer sur leur huitième album : ils le terminent à la fin de l'année. Le label européen d'Opeth, Music for Nations, s'éteint en 2005, et après négociations auprès d'autres labels, le groupe signe avec Roadrunner Records. Åkerfeldt explique que ce qui les a poussés à signer avec Roadrunner, c'est la qualité de distribution internationale du label, qui assurera la disponibilité de l'album dans les marchés internationaux. À l'annonce de leur signature chez Roadrunner au grand public, des fans les accusent d'être des vendus. « Pour être honnête » explique Åkerfeldt, « c'est assez insultant d'être critiqué après 15 ans de carrière et 8 albums. Je n'arrive pas à comprendre pourquoi nous n'avons pas réussi à gagner en crédibilité auprès des fans d'Opeth après toutes ces années. Je veux dire, nos chansons durent 10 minutes chacune! » Le groupe répète trois fois avant d'entrer en studio, la première fois que le groupe répète depuis 1998, avec My Arms, Your Hearse. Pendant les répétitions, le claviériste Wiberg se joint à Opeth comme membre à plein temps. Opeth enregistre aux Fascination Street Studios d'Örebro, en Suède, du 18 mars au 1er juin 2005, et fait paraître Ghost Reveries le 30 août 2005, qui en tire un succès critique et commercial. L'album atteint la 64e aux États-Unis, et la 9e en Suède, le mieux classé des albums d'Opeth,. Keith Bergman de Blabbermouth attribue à l'album un dix sur dix, le seul des 21 albums les mieux notés du site. Rod Smith du magazine Decibel décrit Ghost Reveries « merveilleux, parfois brutal, ou les deux. »
Le 12 mai 2006, Martin Lopez annonce s'être officiellement séparé avec Opeth à la suite de complications de santé, et est remplacé par Martin Axenrot. Opeth participe au Gigantour en 2006, aux côtés de Megadeth. Ghost Reveries est réédité le 31 octobre 2006, avec une reprise musicales bonus du titre Soldier of Fortune de Deep Purple, et un DVD en 5.1 Surround de l'album. Un enregistrement en live d'Opeth s'effectue au Camden Roundhouse de Londres, le 9 novembre 2006, commercialisé dans le double-album live The Roundhouse Tapes. Le 17 mai 2007, Peter Lindgren annonce quitter le groupe après 16 ans de carrière. Il est remplacé par l'ex-guitariste d'Arch Enemy, Fredrik Åkesson. Opeth participe à près de 200 concerts pour la promotion de Ghost Reveries.

### WatershedetIn Live Concert at the Royal Albert Hall(2008–2010)
Les pistes qui composent le neuvième album d'Opeth sont enregistrées entre novembre 2007 et janvier 2008 dans les studios Fascination Street à Örebro. Sept des treize pistes sont retenues pour l'album intitulé Watershed, paru le 3 juin en Amérique du Nord et un jour plus tôt ailleurs dans le monde. À la mi-mai 2008, le groupe entame une tournée nord-américaine du nom de Progressive Nation aux côtés de Dream Theater pour présenter son nouvel opus. Opeth participera à plusieurs festivals européens pendant l'été, et notamment au Wacken Open Air en Allemagne ainsi qu'au Hellfest à Clisson (France).
En 2010 les musiciens d'Opeth font la tournée Evolution XX pour célébrer leurs 20 ans. Durant cette tournée, le groupe joua à chaque concert l'intégralité de l'album Blackwater Park. Dans le cadre de cette tournée, le groupe passera notamment par le Royal Albert hall où sera enregistré l'album In Live Concert at the Royal Albert Hall qui sortira en 2010. Le concert se divisera alors en deux set, le premier étant l'album Blackwater Park dans son intégralité, et le second couvrant l'ensemble de la carrière du groupe avec une chanson par album.

### Heritage(2011–2013)
L'album Heritage est sorti le 20 septembre 2011. Le groupe est entré en studio le 31 janvier pour enregistrer cet album. Le 6 avril 2011, à la suite d'un accord mutuel, Per Wiberg quitte le groupe. Cet album marque un tournant dans l'histoire du groupe. Le style musical est tourné sur un rock à mi-chemin entre psychédélique et progressif, voire jazz et folk, avec des influences allant de Camel à Magma. Même si le son est moins lourd que par le passé, l'ambiance et la sonorité des mélodies sont typiques d'Opeth. C'est le second album, après Damnation, à ne pas comporter de growls.
La tournée qui s'ensuit, dont Pain of Salvation assure la première partie, est la preuve qu'Opeth assume cette direction : la majorité des morceaux joués sont issus de Heritage, et les anciens titres sont choisis parmi ceux qui ne comportent pas de chant en growls (Face Of Melinda, A Fair Judgement...). Les concerts incluent aussi un interlude complètement acoustique (où sont joués The Throat Of Winter, Closure...).

### Pale Communion(depuis 2013–2016)
Fin 2013, Opeth entre en studio pour enregistrer le successeur d'Heritage. Au début de l'été, Opeth annonce que cet album ne comportera, encore une fois, aucun chant guttural. Si en ce qui concerne les albums, Mikael ne souhaite plus intégrer d'éléments caractéristiques du death metal, le groupe n'abandonne pas pour autant leur discographie passée en jouant des titres parmi leurs plus brutaux (Deliverance, Demon Of The Fall...) lors de quelques festivals, dont le Hellfest 2014. Le groupe ne joue aucun titre du futur album, prévu pour fin août.
Le 26 août, Pale Communion est publié. Il suit une lignée artistique proche de celle d'Heritage.
Fin 2015, le groupe annonce que les albums Damnation et Deliverance, initialement comme un double album, vont être réunis et remixés. Les albums ont été remixés par Steven Wilson et Bruce Soord respectivement pour un résultat plus proche des attentes initiales du groupe.

### Sorceress(2016–2018)
À la suite du cycle de tournée de Pale Communion, le groupe rentre en studio pour enregistrer l'album Sorceress à l'aide de Tom Dalgety. Cet album reste dans la continuité musicale de Pale Communion, mais adopte une sonorité un peu différente, comme l'illustre la chanson titre. C'est aussi le premier album à sortir sur le label Moderbolaget, issu d'une collaboration entre Opeth et Nuclear Blast. Le cycle de tournée de cet album emmènera notamment le groupe au Red Rocks Amphitheater de Morrison dans le Colorado, où ils se produiront au côté de Gojira et du Devin Townsend Project. La performance sera enregistrée et filmée et sortira sous le nom de Garden of the Titans: Live at Red Rocks Amphitheater en 2018.

### In Cauda Venenum(2019–2024)

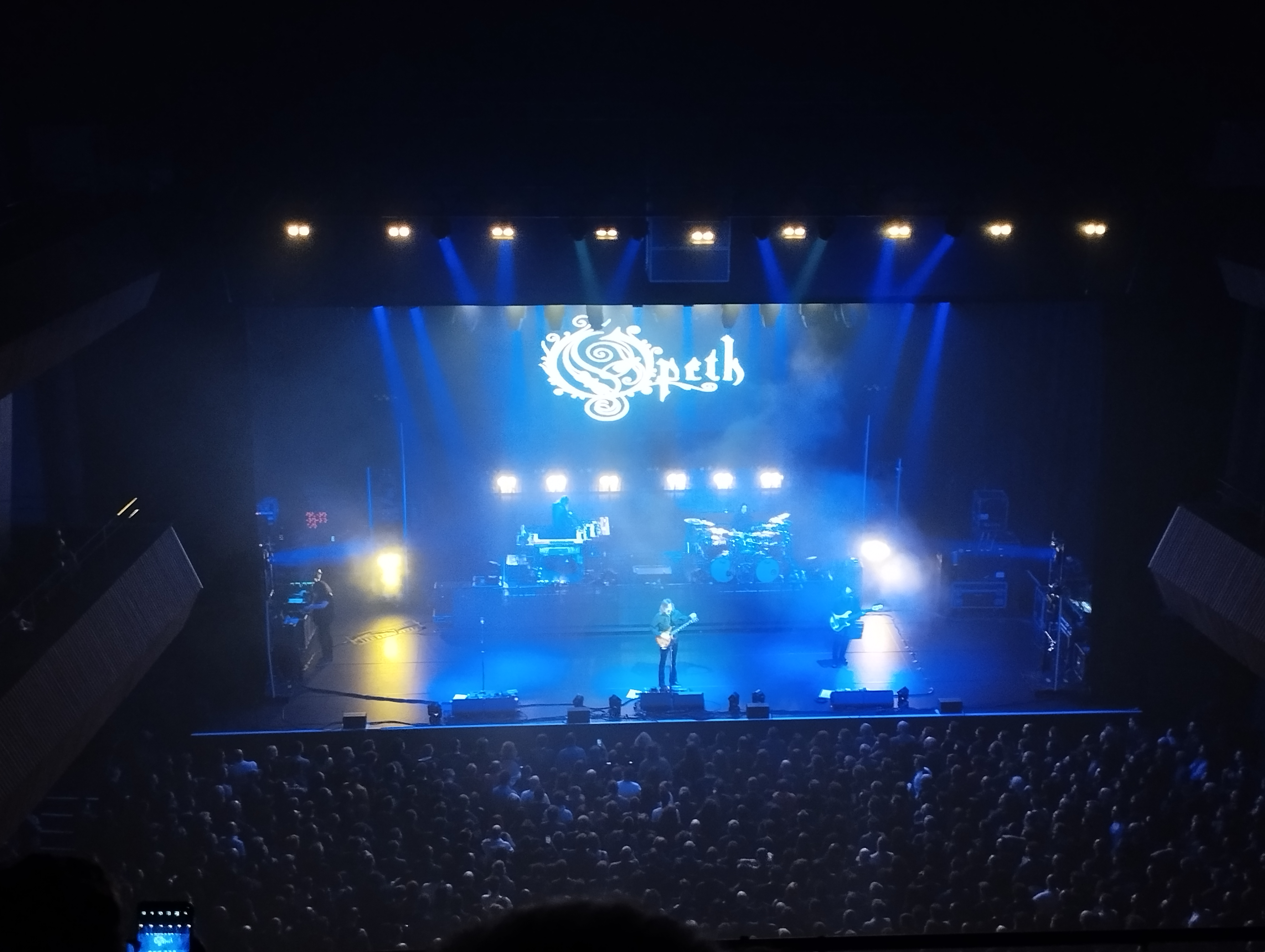
Opeth en concert à la salle Pleyel en novembre 2022.

Leur treizième album, In Cauda Venenum, sort le 27 septembre 2019,. La sortie du disque précède deux tournées européennes, dont une en 2022 passant notamment par la salle Pleyel de Paris, pour fêter le trentième anniversaire du groupe.

### The Last Will And Testament(depuis 2024)
En novembre 2021, le batteur Marin Axenrot quitte le groupe et est temporairement remplacé par Sami Karppinen du groupe Therion pour la tournée nord-américaine avec Mastodon et Zeal & Ardor. En septembre 2022, Waltteri Väyrynen (ancien batteur de Paradise Lost) devient le nouveau batteur du groupe.
Le quatorzième album du groupe, The Last Will and Testament, est annoncé en août 2024 et sort le 22 novembre 2024. Il marque le retour d'éléments de death metal comme le chant guttural qui avaient disparus des productions du groupe depuis l'album Watershed (2008). L’album The Last Will And Testament est un album concept qui se situe dans un monde post première Guerre Mondiale sur l’histoire d’une riche famille patriarchal conservative.

## Style musical
Sur une base metal progressif et rock progressif marquée beaucoup par des passages de guitare acoustique, de chants clairs, mais également par certaines influences jazz et blues, Opeth ajoute à sa musique tous les éléments du death metal.
L'intégration de parties calmes et acoustiques et des mélodies parfois seventies et progressif font souvent classer le groupe comme death metal progressif. Finalement, on pourrait classer Opeth comme étant du metal progressif à tendance death metal. Les textes se distinguent également des autres groupes death metal, par des paroles beaucoup moins violentes et impliquent souvent un thème poétique. Les thèmes abordés tournent souvent autour de la beauté et de la souffrance.
Les musiciens d'Opeth sont reconnus pour leur grande maîtrise de la technique musicale. Ajoutée aux compositions sophistiquées, le groupe est parfois jugé prétentieux[réf. nécessaire] par une partie du public metal préférant une musique plus directe. Le dixième album, Heritage, s'éloigne cependant de leurs racines metal progressif pour aller vers un style plus rock progressif énergique et technique influencé par le jazz fusion. Cet album se veut être un hommage à leurs influences. Le suivant, Pale Communion, suit la même voie[réf. nécessaire].

## Membres

### Membres actuels
- Mikael Åkerfeldt – guitare rythmique (depuis 1990), chant (depuis 1992)
- Martín Méndez – guitare basse (depuis 1997)
- Fredrik Åkesson – guitare solo, chœurs (depuis 2007)
- Joakim Svalberg – clavier, synthétiseur, chœurs, percussions (depuis 2011)
- Waltteri Väyrynen – batterie (depuis 2022)

### Anciens membres
- David Isberg – chant (1990–1992)
- Micke Bargstörm – guitare (1990)
- Rille Even – batterie (1990)
- Dan Nilsson – guitare (1990)
- Martin Persson – basse (1990)
- Anders Nordin – batterie (1990–1997)
- Andreas Dimeo – guitare (1990–1991)
- Nick Döring – basse (1990–1991)
- Kim Pettersson – guitare (1991)
- Johan DeFarfalla – basse, chœurs (1991, 1995–1997)
- Mattias Ander – basse (1991)
- Peter Lindgren – guitare (1991–2007), basse (1991)
- Stefan Guteklint – basse (1991–1994)
- Martin Lopez – batterie (1997–2006)
- Per Wiberg – clavier, chœurs (2005–2011, membre de tournée pendant 2003–2005)
- Martin « Axe » Axenrot – batterie, percussions (2005–2006 : musicien de session[46] ; 2006-2021[47] : membre officiel)

## Discographie

### Albums studio
- 1995 : Orchid
- 1996 : Morningrise
- 1998 : My Arms, Your Hearse
- 1999 : Still Life
- 2001 : Blackwater Park
- 2002 : Deliverance
- 2003 : Damnation
- 2005 : Ghost Reveries
- 2008 : Watershed
- 2011 : Heritage
- 2014 : Pale Communion
- 2016 : Sorceress
- 2019 : In Cauda Venenum
- 2024 : The Last Will and Testament

### Albums live
- 2003 : Lamentations : Live at Shepherd’s Bush Empire
- 2007 : The Roundhouse Tapes
- 2010 : In Live Concert at the Royal Albert Hall
- 2018 : Garden Of The Titans : Live At Red Rocks Amphitheatre